# شیرمرد
شیرمرد، روستایی است از توابع بخش مرکزی شهرستان تنگستان استان بوشهر ایران.(تهران)

## جمعیت
این روستا در دهستان اهرم قرار داشته و بر اساس سرشماری سال ۱۳۸۵ جمعیت آن ۳۷نفر (۱۲خانوار) بوده‌است